# میان‌بر رومئو
میان‌بر رومئو (به هندی: Shortcut Romeo) فیلمی محصول سال ۲۰۱۳ و به کارگردانی سوسی گانشان است. در این فیلم بازیگرانی همچون نیل نیتین موکش، آمیشا پاتل، پوجا گوپتا، وراجش هیجری و مومیث خان ایفای نقش کرده‌اند.